# Municipio de Gilford
El municipio de Gilford (en inglés: Gilford Township) es un municipio ubicado en el condado de Tuscola en el estado estadounidense de Míchigan. En el año 2010 tenía una población de 741 habitantes y una densidad poblacional de 8,22 personas por km².

## Geografía
El municipio de Gilford se encuentra ubicado en las coordenadas 43°31′10″N 83°37′54″O / 43.51944, -83.63167. Según la Oficina del Censo de los Estados Unidos, el municipio tiene una superficie total de 90.19 km², de la cual 90,19 km² corresponden a tierra firme y (0,01 %) 0,01 km² es agua.

## Demografía
Según el censo de 2010, había 741 personas residiendo en el municipio de Gilford. La densidad de población era de 8,22 hab./km². De los 741 habitantes, el municipio de Gilford estaba compuesto por el 96,36 % blancos, el 0,4 % eran afroamericanos, el 0,4 % eran amerindios, el 0,13 % eran asiáticos, el 1,21 % eran de otras razas y el 1,48 % eran de una mezcla de razas. Del total de la población el 3,51 % eran hispanos o latinos de cualquier raza.